# Festival international du film d'animation d'Annecy 2018
Le Festival international du film d'animation d'Annecy 2018, 42e édition du festival, s'est déroulé du 11 au 16 juin 2018. Le pays à l'honneur lors de cette édition est le Brésil.

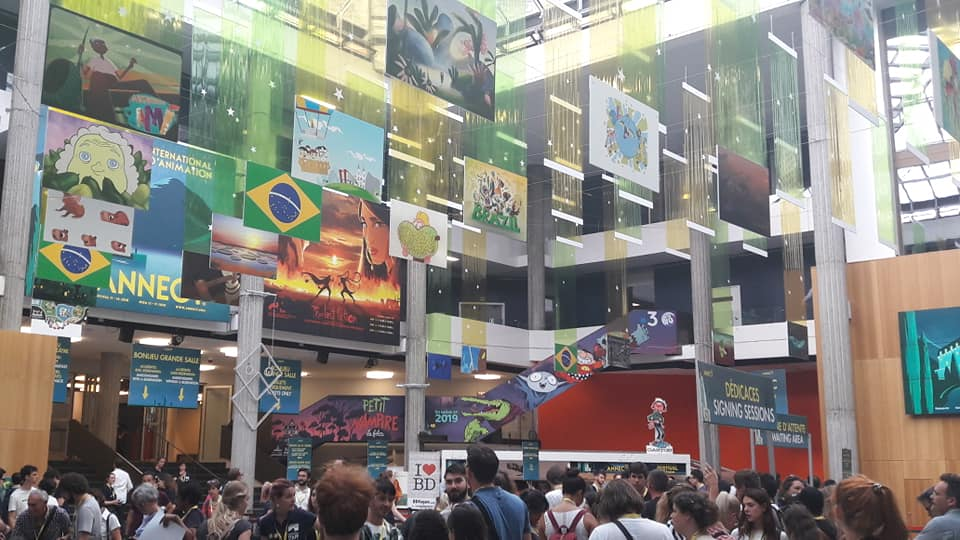
Le centre culturel Bonlieu décoré aux couleurs du Brésil, pays à l'honneur lors de cette édition du festival.

## Déroulement et faits marquants
Le 16 juin 2018, le palmarès est annoncé : c'est le film Funan de Denis Do qui remporte le Cristal du long métrage. Le film Parvana, une enfance en Afghanistan de Nora Twomey remporte le prix du jury et le prix du public. Le film La casa lobo de Cristóbal Leon et Joaquín Cociña reçoit une mention du jury.

## Jury

### Longs métrages
- Alê Abreu, réalisateur et scénariste  Brésil
- Emily Loizeau, chanteuse, pianiste et compositrice  France
- Dan Sarto, éditeur et journaliste indépendant  États-Unis

### Courts métrages
- Agne Adomene, productrice  Lituanie
- Claude Barras, réalisateur et producteur  Suisse
- Arthur de Pins, réalisateur, scénariste et illustrateur  France

### Films de télévision et de commande
- Anna Budanova, réalisatrice, animatrice et illustratrice  Russie
- Anand Gurnani, fondateur de Vamrr Technologies et cofondateur de AnimationXpress  Inde
- Léa Zagury, directrice du festival Anima Mundi  Brésil

### Films de fin d'études et courts métrages Off-Limits
- Pénélope Bagieu, autrice de bande dessinée  France
- Bruno Forzani, réalisateur  Belgique
- Laurence Petit, directrice de la distribution  France

### Jury junior

#### Courts métrages
- Alice Orabona, 9 ans
- Pietro Pugliese, 10 ans
- Aurélien Dulliand, 11 ans
- Sacha Mary, 10 ans

#### Films de fin d'études
- Anna Graziani, 15 ans
- Caterina Costantini, 16 ans
- Camille Szostek, 16 ans
- Elena Denoue, 15 ans

## Intervenants

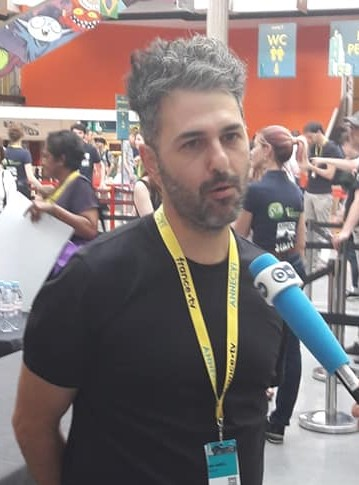
Alê Abreu
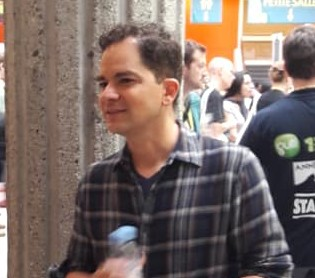
Carlos Saldanha
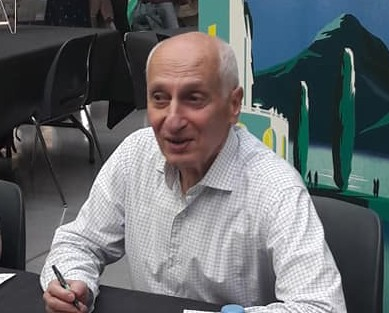
Michel Ocelot
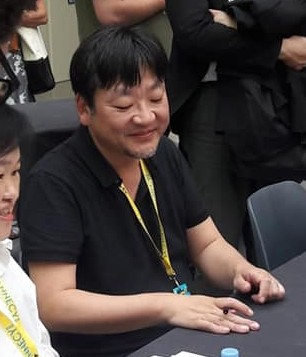
Mamoru Hosoda
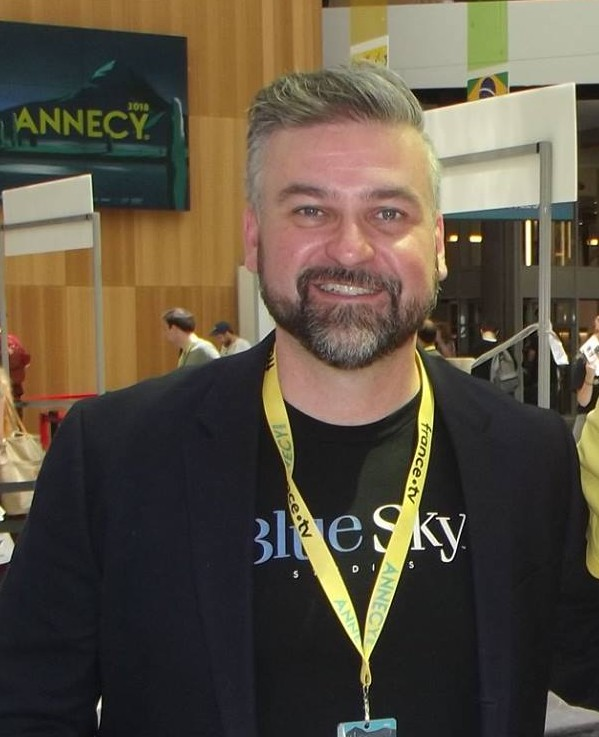
Troy Quane
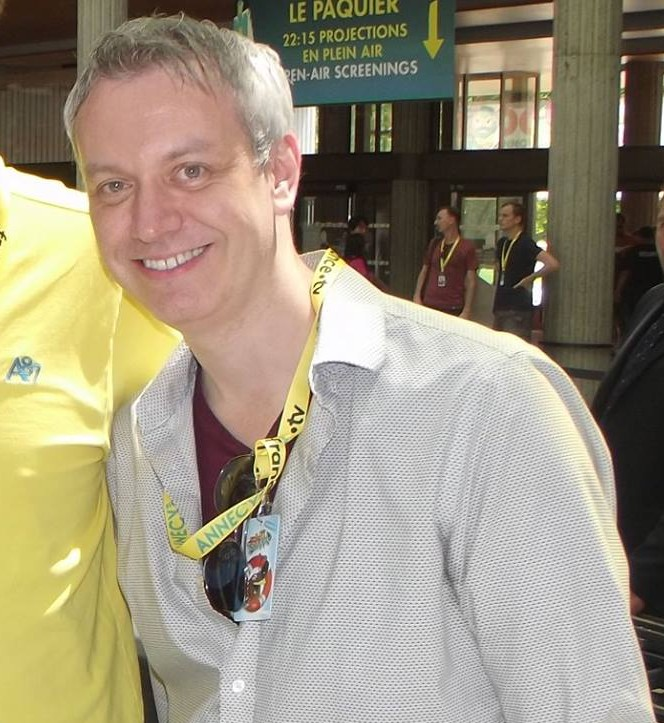
Michael Knapp
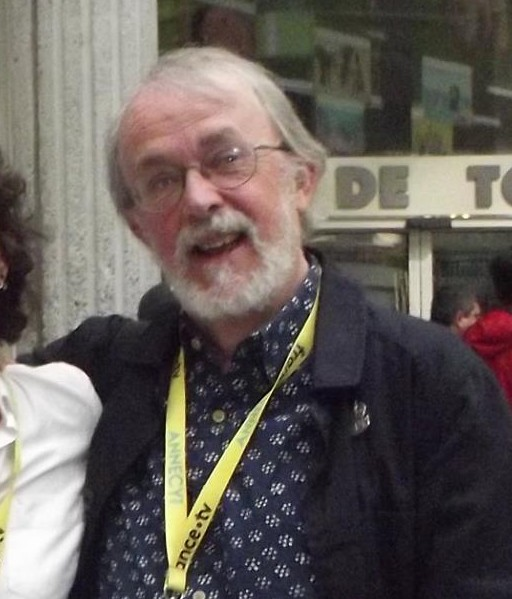
Peter Lord
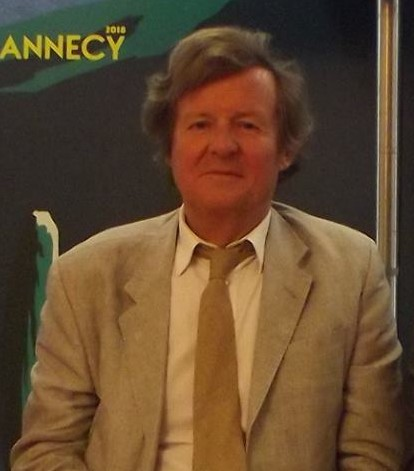
David Hare
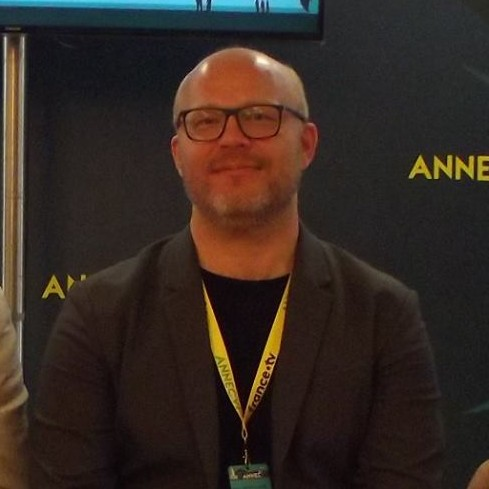
Cam Christiansen
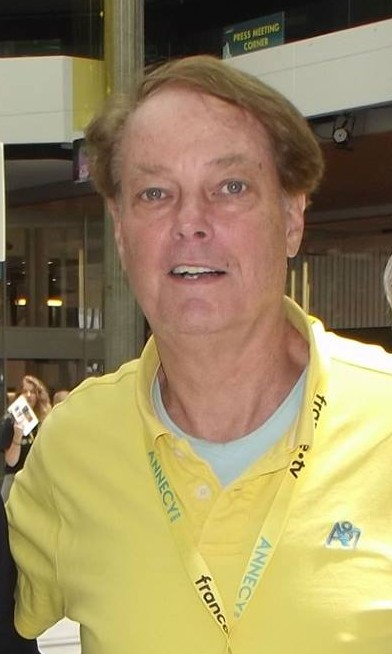
Bill Plympton
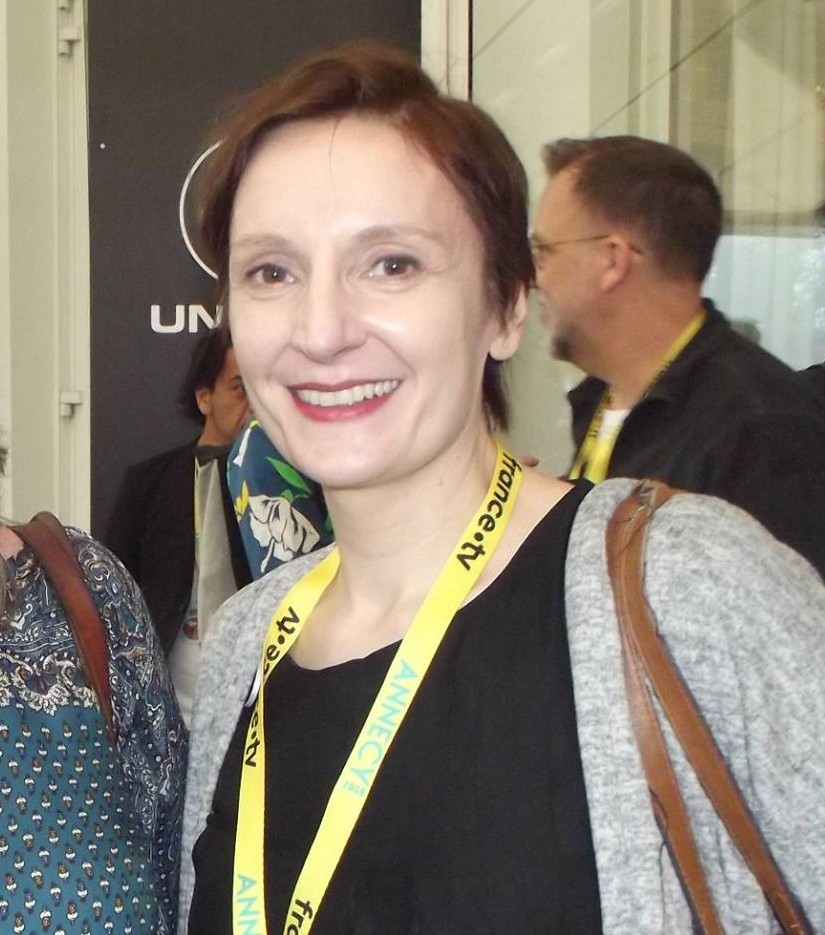
Nora Twomey
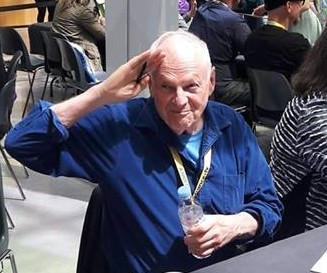
Richard Williams
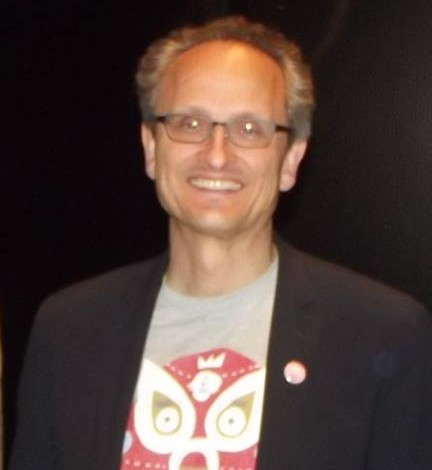
Jan Pinkava
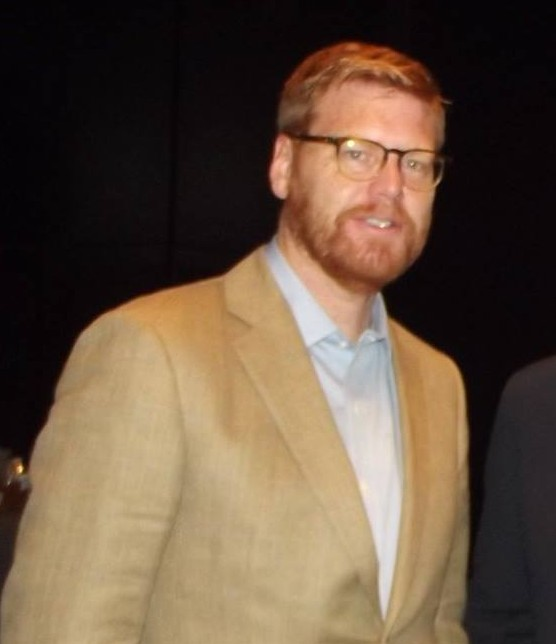
John Kahrs
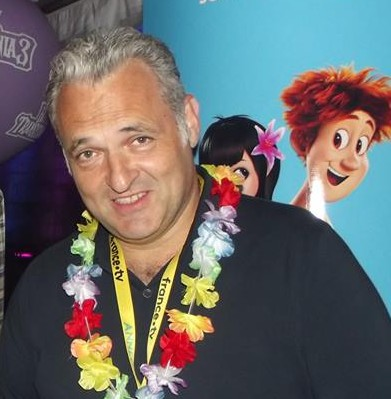
Genndy Tartakovsky
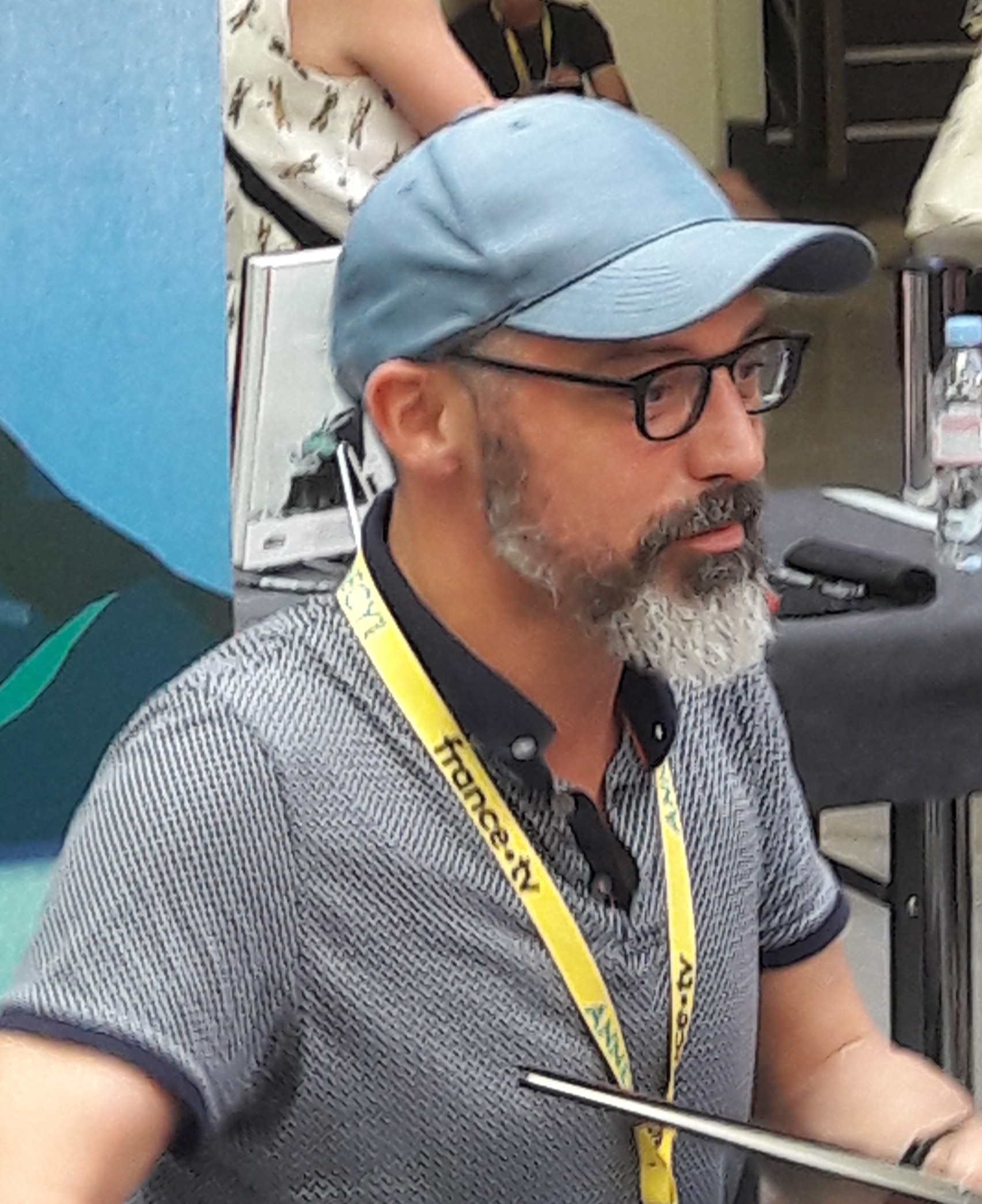
Arthur de Pins
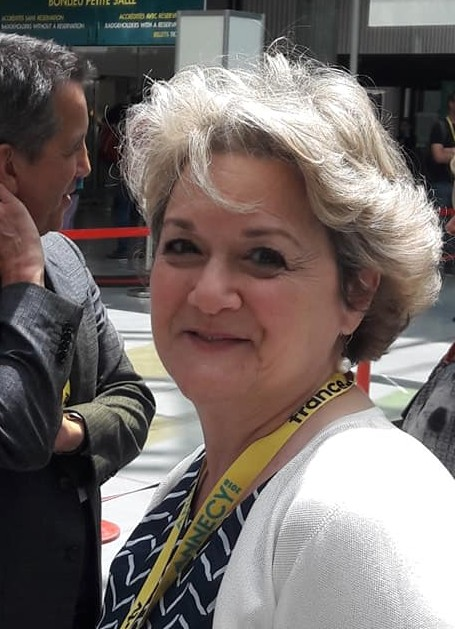
Bonnie Arnold
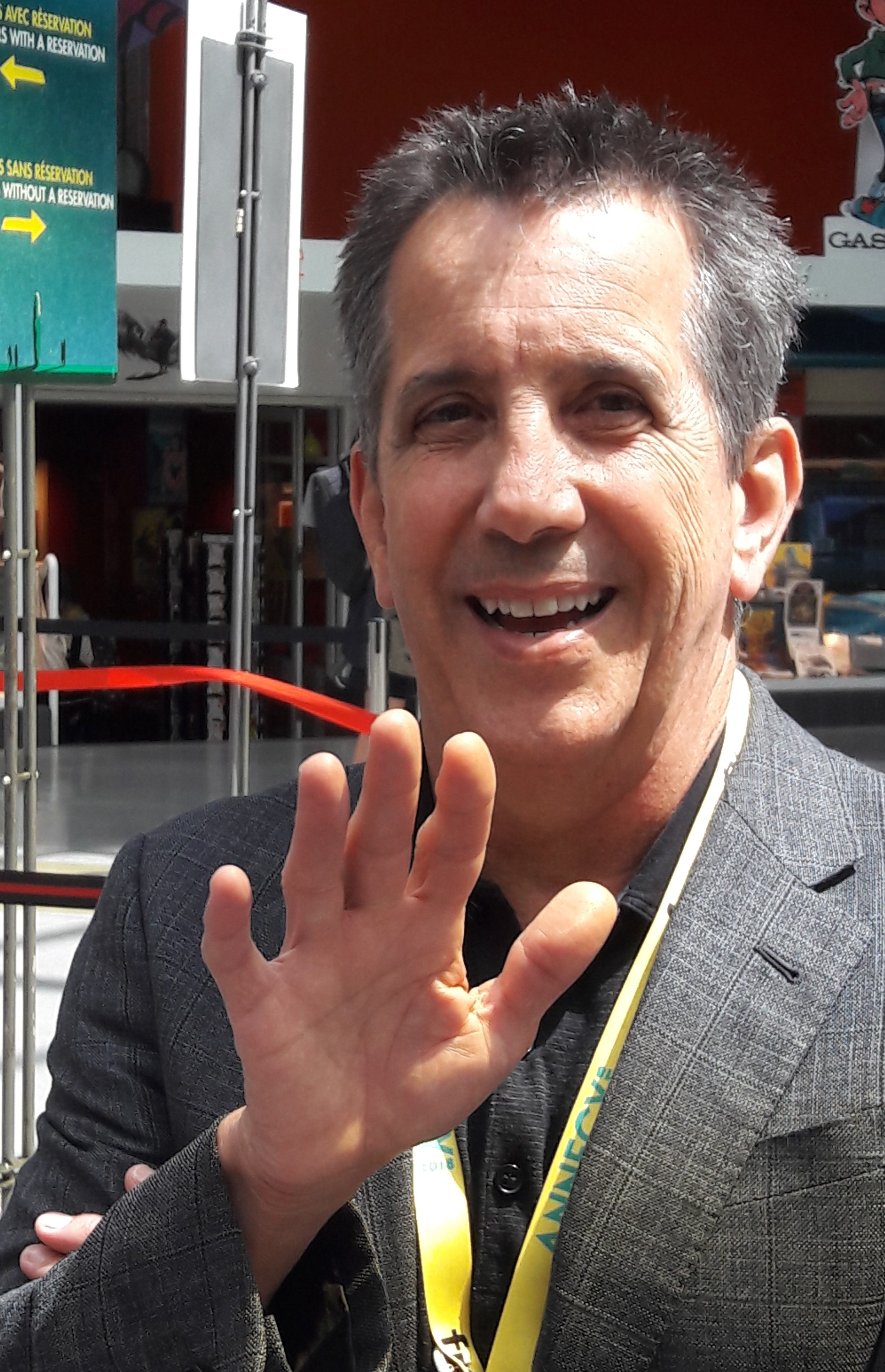
Christopher DeFaria
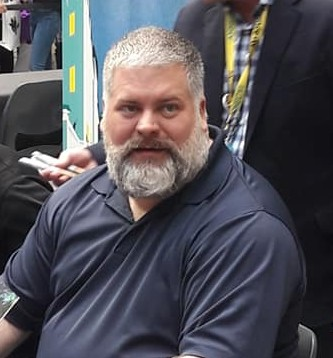
Dean DeBlois
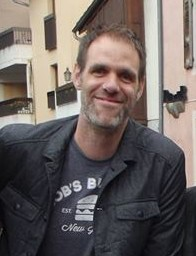
Simon Otto
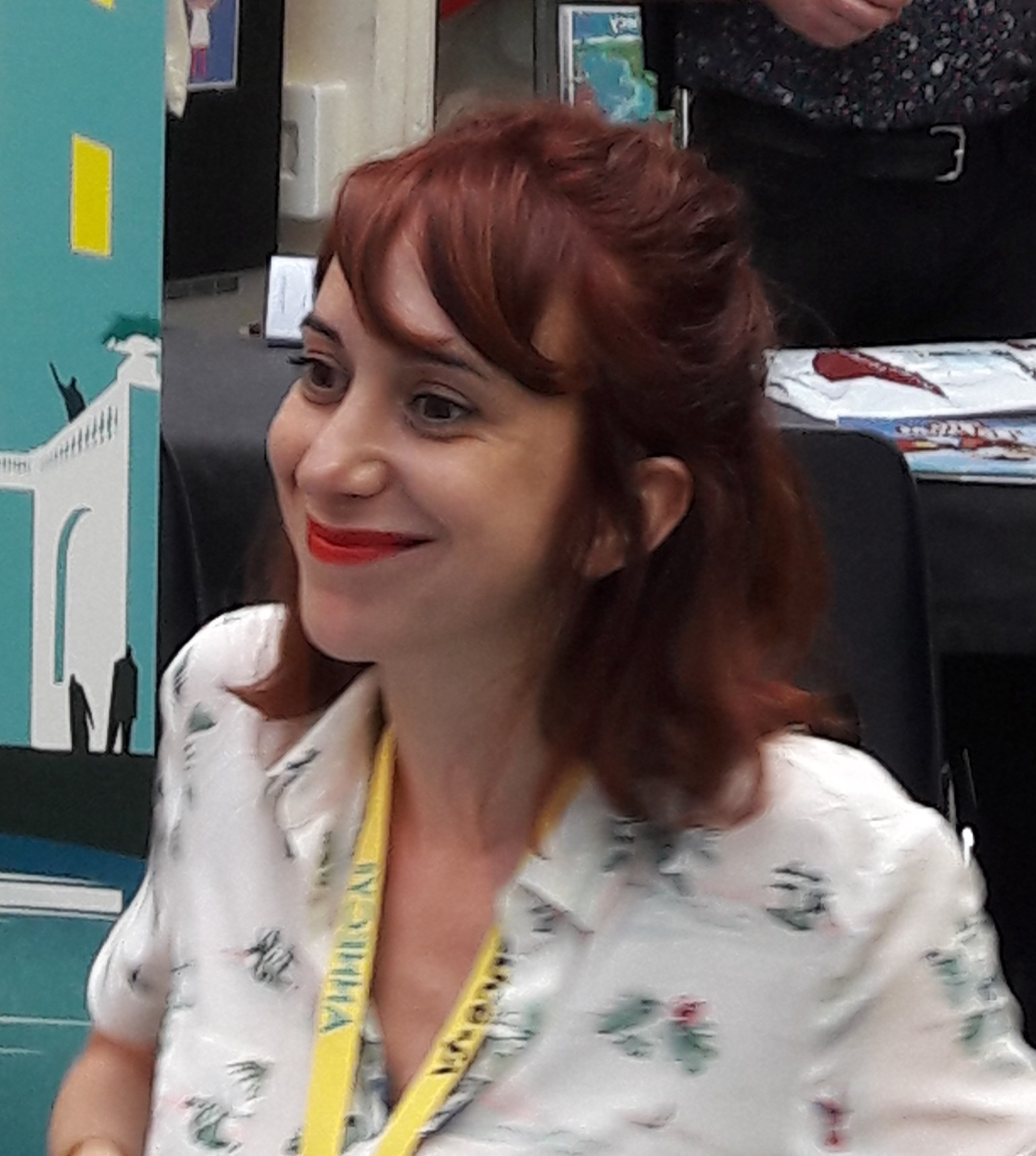
Pénélope Bagieu
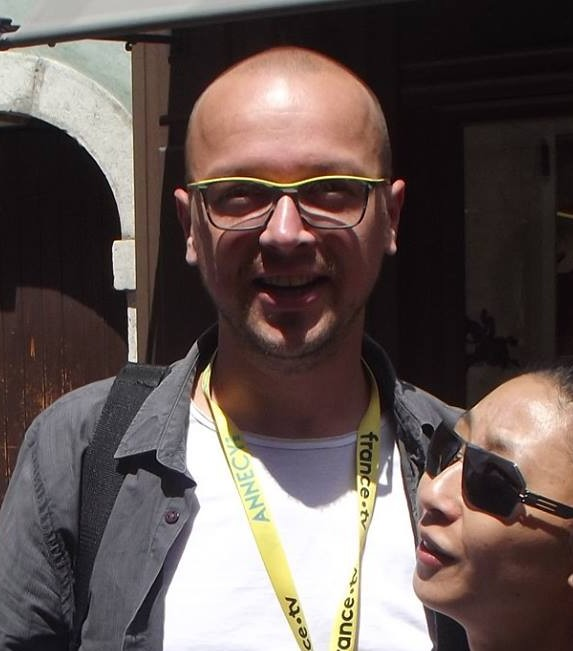
Bastien Dubois
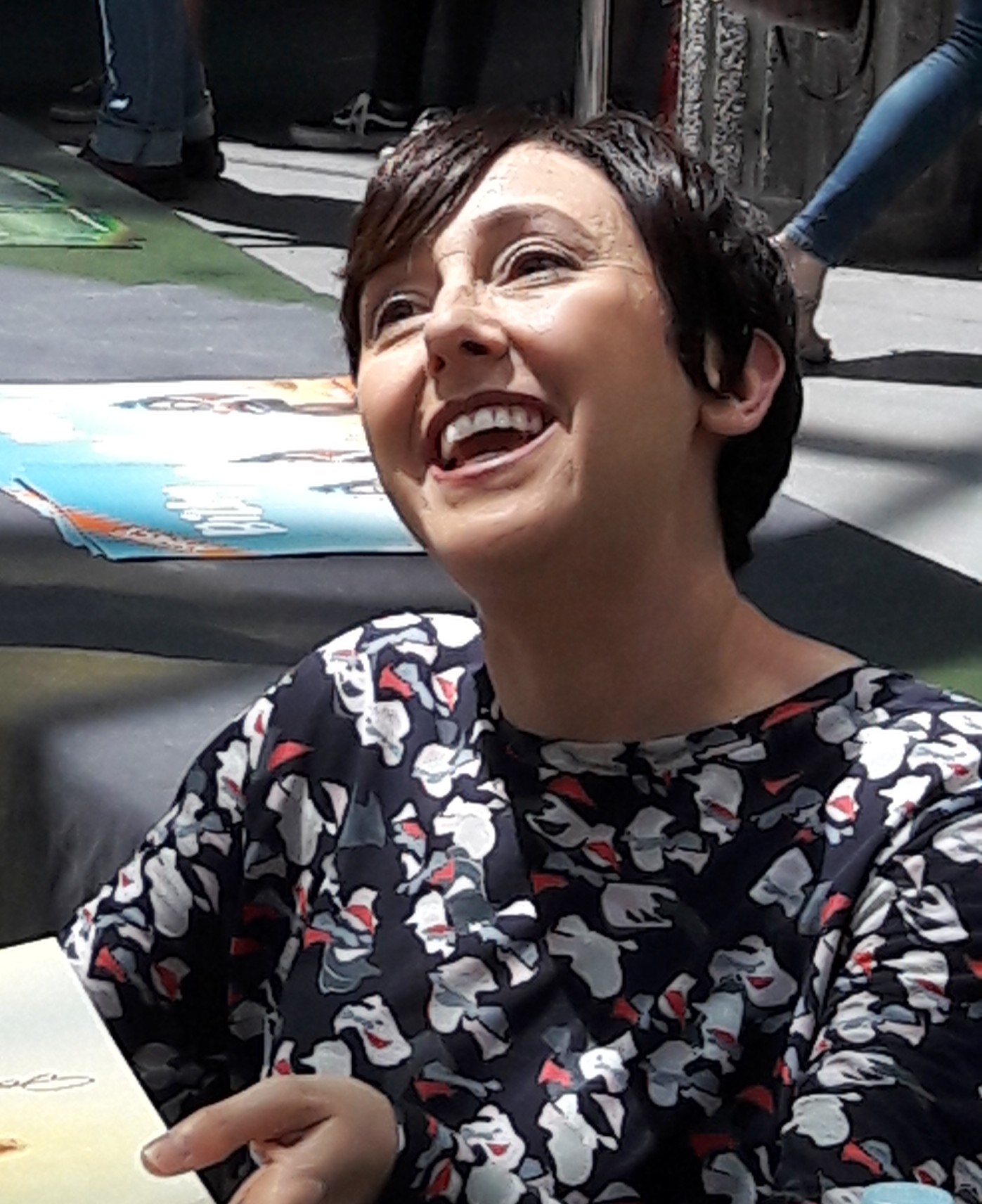
Becky Neiman
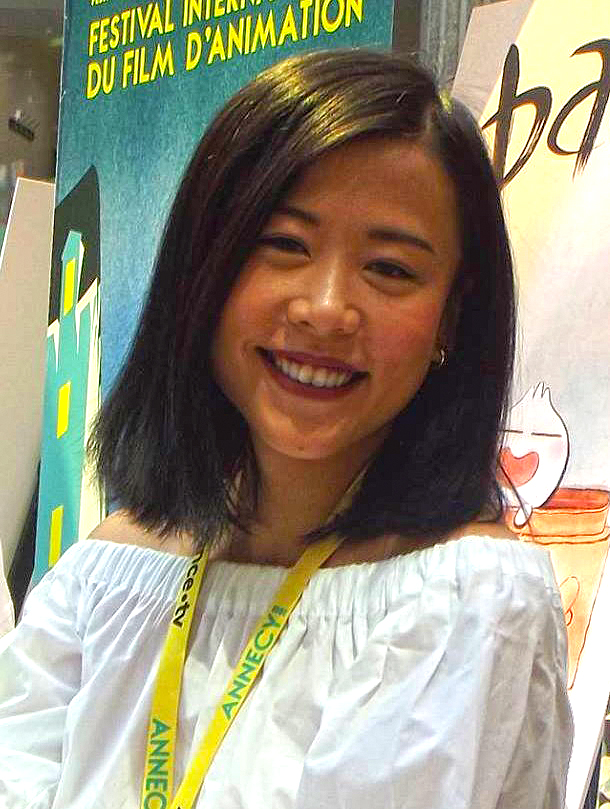
Domee Shi
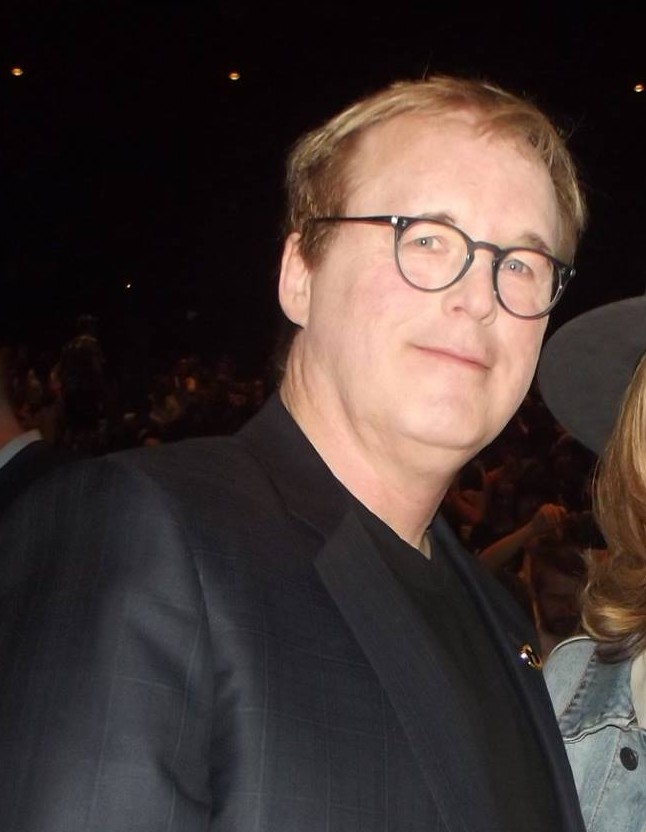
Brad Bird
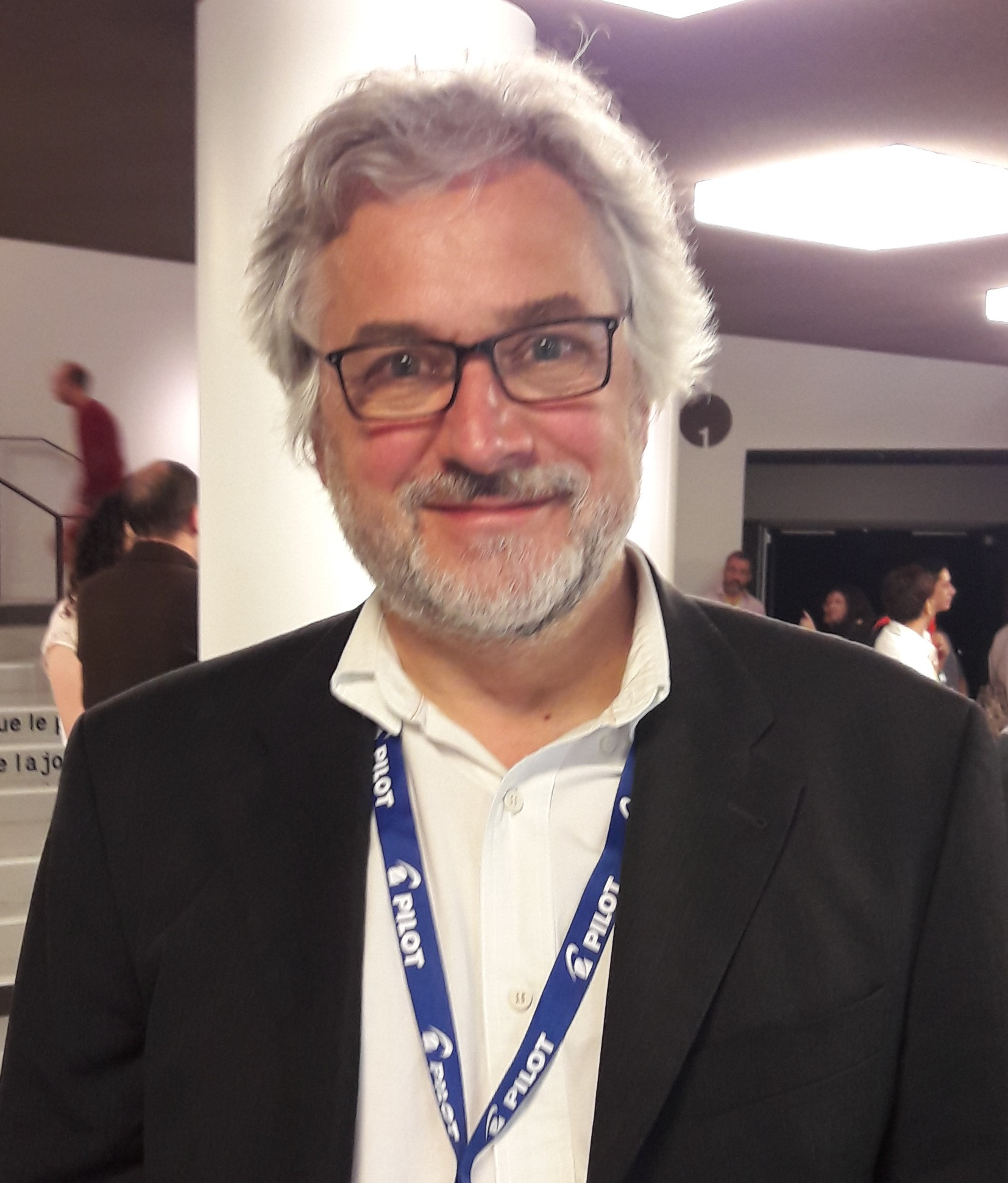
Michael Dudok de Wit

### Expositions
- Jacques Rouxel et Claude Piéplu pour ShadokOrama, jubilé en grande pompe à l'occasion du cinquantenaire des Shadoks
- Camille Regnaudin, Adrien Fumex, Rylsee, Mlle Trite, Mirabolle, Earth Crusher et Karim Jabbar pour Punchlines !
- Winshluss pour Death Club

### Avant-première
- Liu Jian pour Have a Nice Day
- Michel Ocelot pour Dilili à Paris
- Jan Švankmajer pour Insect

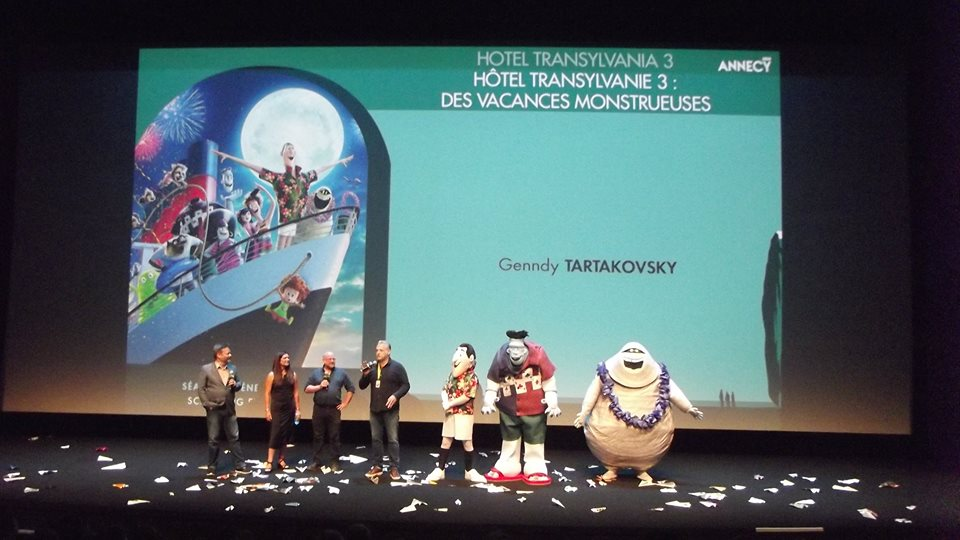
L'équipe du film Hôtel Transylvanie 3 : Des vacances monstrueuses à l'occasion de l'avant-première de celui-ci.

- Genndy Tartakovsky pour Hôtel Transylvanie 3 : Des vacances monstrueuses
- Emma de Swaef et Marc James Roels pour Ce magnifique gâteau ! et Make It Soul
- Brad Bird, John Walker et Nicole Grindle pour Les Indestructibles 2
- Kobun Shizuno et Hiroyuki Seshita pour Godzilla: Planet of the Monsters
- David Hare et Cam Christiansen pour Le Mur

### Présentations de futurs films

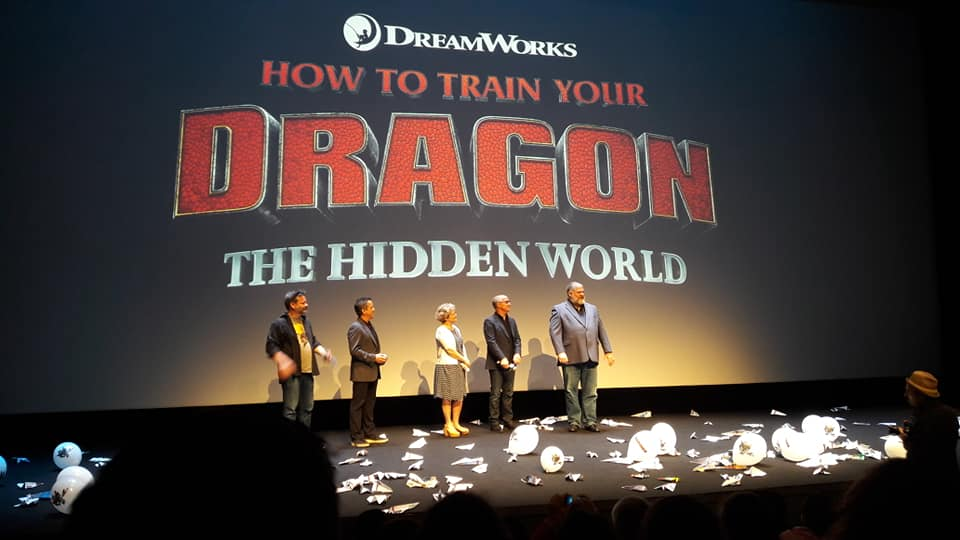
L'équipe du film Dragons 3 : Le Monde caché à l'occasion de la présentation de celui-ci.

- Troy Quane, Nick Bruno et Michael Knapp pour Les Incognitos
- Éléa Gobbé-Mévellec, Zabou Breitman et Ivan Rouveure pour Les Hirondelles de Kaboul
- John Rice, Alan Shannon et Conor Finnegan pour Becca's Bunch
- Peter Ramsey, Justin Thompson et Danny Dimian pour Spider-Man: Into the Spider-Verse
- Valérie Schermann, Lorenzo Mattotti, Christophe Jankovic et Thomas Bidegain pour La Fameuse Invasion de la Sicile par les ours
- Seiji Kishi, Makoto Uezu et Yuji Higa pour Radiant
- Lino DiSalvo, Rémi Salmon, Pascal Bertrand, Alexis Vonarb et Dimitri Granovsky pour Playmobil, le film
- Manuel Cristobal, Salvador Simó, Bruno Felix et Jose Luis Agreda pour Buñuel après l'âge d'or (Buñuel en el laberinto de las tortugas)
- Cara Speller, Miklos Weigert, Maria O'Loughlin et Tristan Menard pour 101 Dalmatian Street
- Hiroyasu Ishida et Yojiro Arai pour Penguin Highway
- Florence Miailhe et Luc Camilli pour La Traversée
- Anne-Lise Koehler, Éric Serre et Alexis Lavillat pour Bonjour le monde !
- Dean DeBlois pour Dragons 3
- Rich Moore et Phil Johnston pour Ralph 2.0
- Anatoliy Lavrenishyn pour la présentation du long métrage d'animation ukrainien Victor Robot dont il est le réalisateur[2].

### Conférences
- Christian Miller pour Dessiner l'avenir
- Perrine Gauthier, Joeri Christiaen, Nicolas Deveaux, Alexander Williams et Alonso Martinez pour Autruches, squelettes, champignons... Comment animer l'inhumain ?
- Eric Beckman, Eric Goossens et Frédéric Corvez pour Animation indépendante européenne : comment s'imposer sur le marché international ?
- Alexander Mahout, Laurent Perez del Mar et Bruno Seznec pour Quand la musique anime
- Jean-Colas Prunier, Mathieu Muller et Emily Paige pour Le Temps réel, point de convergence (?) des studios des industries du jeu vidéo et de l'animation
- David Alric, Olivier Fallaix, Matthew Senreich, Walter Newman et Antonio Canobbio pour Les Plateformes OTT : nouvel Eldorado pour l'animation adulte ?
- François Klein, Cassidy Curtis, Arnaud Colinart, Karine Riahi et Kane Lee pour VR : Le Nouveau Terrain de jeu de l'animation
- Chris Ross, Sébastien Deguy et Paul Chambers pour Librairies 3D et smart assets : enjeux et perspectives pour l'animation
- Anthony Silverston, Vladimir Nikolaïev, Gustavo Steinberg, Celia Catunda Serra et Patricio Escala pour Les « Nouveaux » Territoires de l'animation internationales
- Marie-Caroline Villand, Stanislas Renaudeau d'Arc et Monica Candiani pour Comment créer une propriété jeunesse qui se prête à la diversification ?
- Marc du Pontavice, Didier Duverger, Cathal Gaffney et Jean-Baptiste Babin pour Investisseurs et studios d'animation : les nouvelles alliances stratégiques
- Julien Villanueva, Guillaume Ivernel, Zhiyi Zhang, Paul Harrod et Tim Allen pour Organisation de production en long métrage : approches croisées
- Valentin Moriceau, Romain Pamart, Frank Rousseau, Neth Nom, Sara Sampson et Léon Bérelle pour Hybridation des pipelines
- Bastien Klucker, David Aucourt et Stéphane Margail pour Animation : une passion au poil
- Kristof Serrand, Corinne Kouper, Léon Bérelle et Chris Uyede pour Animation et réalisme font-ils bon ménage ?

### Making-of
- Chris Lavis, Maciek Szczerbowski et Paul Raphaël pour Gymnasia: A Deep Dive into Stop-Motion Animation in Virtual Reality
- Carlos Saldanha et Rob Baird pour Ferdinand

## Dédicaces
- Alê Abreu pour Le Garçon et le Monde
- Carlos Saldanha pour Ferdinand
- Nicolas Keramidas
- Michel Ocelot pour Dilili à Paris
- Mamoru Hosoda pour Miraï, ma petite sœur
- Richard Williams
- Arthur de Pins
- Brad Bird pour Les Indestructibles 2
- Jan Pinkava, Peter Lord, John Kahrs, Bill Plympton, Hélène Leroux, François-Xavier Goby, Céline Desrumaux et Scot Stafford pour Google Spotlight Stories
- Kristof Serrand, Simon Otto et William Salazar pour Le Prince d'Égypte
- Nick Bruno, Troy Quane et Michael Knapp pour Les Incognitos
- Pascal Blanchet
- Pénélope Bagieu

## Sélection

### Longs métrages

#### En compétition
| Titre                                               | Réalisation                                                          | Pays                                   |
| --------------------------------------------------- | -------------------------------------------------------------------- | -------------------------------------- |
| Funan                                               | Denis Do                                                             | Belgique, Cambodge, France, Luxembourg |
| Gatta Cenerentola                                   | Ivan Cappiello, Alessandro Rak, Marino Guarnieri et Dario Sansone    | Italie                                 |
| Miraï, ma petite sœur Mirai no Mirai                | Mamoru Hosoda                                                        | Japon                                  |
| Okko et les Fantômes Waka okami wa shōgakusei!      | Kitarō Kōsaka                                                        | Japon                                  |
| Seder-Masochism                                     | Nina Paley                                                           | États-Unis                             |
| Parvana, une enfance en Afghanistan The Breadwinner | Nora Twomey                                                          | Canada, Irlande, Luxembourg            |
| Tito et les Oiseaux Tito e os Passaros              | Gustavo Steinberg, Gabriel Matioli Yazbek Bitar et André Catoto Dias | Brésil                                 |
| Le Mur Wall                                         | Cam Christiansen                                                     | Canada                                 |
| Virus tropical                                      | Santiago Caicedo                                                     | Colombie                               |
| La casa lobo                                        | Cristóbal Leon et Joaquín Cociña                                     | Chili                                  |

#### Hors compétition
| Titre                                      | Réalisation                                 | Pays                                    |
| ------------------------------------------ | ------------------------------------------- | --------------------------------------- |
| Capitaine Morten et la Reine des araignées | Kaspar Francis                              | Belgique, Estonie, Irlande, Royaume-Uni |
| Cats and Peachtopia                        | Gary Wang                                   | Chine                                   |
| Chris the Swiss                            | Anja Kofmel                                 | Suisse                                  |
| Kikoriki: Déjà vu                          | Denis Chernov                               | Russie                                  |
| Liz & l'oiseau bleu                        | Naoko Yamada                                | Japon                                   |
| Maquia: When the Promised Flower Blooms    | Mari Okada                                  | Japon                                   |
| Marnie's World                             | Christoph Lauenstein et Wolfgang Lauenstein | Allemagne                               |
| North of Blue                              | Joanna Priestley                            | États-Unis                              |
| On Happiness Road                          | HsinYin Sung                                | Taïwan                                  |
| The Angel in the Clock                     | Miguel Ángel Uriegas                        | Mexique                                 |
| L'Ultime Fiction The Last Fiction          | Ashkan Rahgozar                             | Iran                                    |
| La Tour                                    | Mats Grorud                                 | France, Norvège, Suède                  |
| Un homme est mort                          | Olivier Cossu                               | France                                  |

### Courts métrages

#### Sélection principale
| Titre                                               | Réalisation                           | Pays                   |
| --------------------------------------------------- | ------------------------------------- | ---------------------- |
| (Fool Time) Job                                     | Gilles Cuvelier                       | France                 |
| 20 coups de pied 20 ritnika                         | Dimitar Dimitrov                      | Bulgarie               |
| On entend les mouches voler A Fly in the Restaurant | Xi Chen et Xu An                      | Chine                  |
| Afterwork                                           | Luis Usón et Andrés Aguilar           | Équateur Espagne Pérou |
| Agouro                                              | David Doutel et Vasco Sá              | Portugal France        |
| Animal Behaviour                                    | Alison Snowden et David Fine          | Canada                 |
| Best Laid Plans                                     | John Morena                           | États-Unis             |
| Cyclistes Biciklisti                                | Veljko Popovic                        | Croatie France         |
| Biryuk                                              | Polina Fyodorova                      | Russie                 |
| Bloeistraat 11                                      | Nienke Deutz                          | Belgique Pays-Bas      |
| Death Van                                           | Michael Enzbrunner                    | Canada                 |
| Dicks                                               | John Morena                           | États-Unis             |
| Egg                                                 | Martina Scarpelli                     | Danemark France        |
| Elektrika diena                                     | Vladimir Leschiov                     | Lettonie               |
| Étreintes                                           | Justine Vuylsteker                    | France Canada          |
| Fest                                                | Nikita Diakur                         | Allemagne              |
| Freedom from Fear                                   | John Morena                           | États-Unis             |
| Guaxuma                                             | Nara Normande                         | Brésil France          |
| Bonheur Happiness                                   | Steve Cutts                           | Royaume-Uni            |
| Hunter                                              | Ryoji Yamada                          | Japon                  |
| I'm OK                                              | Elizabeth Hobbs                       | Canada Royaume-Uni     |
| III                                                 | Marta Pajek                           | Pologne                |
| La Chute                                            | Boris Labbé                           | France                 |
| La Mort, père et fils                               | Denis Walgenwitz et Vincent Paronnaud | France                 |
| Le chat qui pleure                                  | Alain Gagnol et Jean-Loup Felicioli   | Belgique France        |
| Le Sujet                                            | Patrick Bouchard                      | Canada                 |
| Love He Said                                        | Inés Sedan                            | France                 |
| Mang-ja-ui-sum                                      | Kim Ji-hyeon                          | Corée du Sud           |
| Maria ja 7 pöialpoissi                              | Riho Unt                              | Estonie                |
| Mr. Deer                                            | Mojtaba Mousavi                       | Iran                   |
| Caractères étrangers Not My Type                    | Gerd Gockell                          | Allemagne Suisse       |
| Panta Rhei                                          | Wouter Bongaerts                      | Belgique               |
| Raymonde ou l'évasion verticale                     | Sarah van den Boom                    | France                 |
| Ride                                                | Paul Bush                             | Portugal Royaume-Uni   |
| Sellők és Rinocéroszok                              | Viktória Traub                        | Hongrie                |
| Simbiosis Carnal                                    | Rocio Alvarez                         | Belgique               |
| Slurred                                             | John Morena                           | États-Unis             |
| Strange Beasts                                      | Magali Barbé                          | Royaume-Uni            |
| String of Sound                                     | John Morena                           | États-Unis             |
| Tears of Chiwen                                     | Sun Xun                               | Chine                  |
| Telefonul                                           | Anca Damian                           | Roumanie               |
| That Yorkshire Sound                                | Marcus Armitage                       | Royaume-Uni            |
| Tightly Wound                                       | Shelby Hadden                         | États-Unis Chili       |
| Vibrato                                             | Sébastien Laudenbach                  | France                 |
| Weekends                                            | Trevor Jimenez                        | États-Unis             |
| Jaune Žltá                                          | Ivana Šebestová                       | Slovaquie              |

#### Off-Limits
| Titre                                      | Réalisation                          | Pays               |
| ------------------------------------------ | ------------------------------------ | ------------------ |
| Le Déterrement de nous An Excavation of Us | Shirley Bruno                        | France Grèce Haïti |
| Cadavre exquis                             | Stéphanie Lansaque et François Leroy | France             |
| Bord de l'alchimie Edge of Alchemy         | Stacey Steers                        | États-Unis         |
| Everything                                 | David O'Reilly                       | États-Unis         |
| Garoto transcodificado a partir de fosfeno | Rodrigo Faustini                     | Brésil             |
| Home: A Portrait of New York City          | John Morena                          | États-Unis         |
| Maze of Noumenon                           | Tianran Duan                         | Chine              |
| Ulysse Ulysses                             | Shu Cao                              | Chine              |

#### Perspectives
| Titre                            | Réalisation | Pays                   |
| -------------------------------- | --- | ---------------------- |
| 32-Rbit                          | Victor Orozco Ramirez | Allemagne Mexique      |
| Almofada de Penas                | Joseph Specker Nys | Brésil                 |
| Between Us Two                   | Wei Keong Tan | Singapour              |
| Bodo Rostam Bodo                 | Hossein Molayemi | Iran                   |
| Paradis Cielo                    | Miguel Anaya | Mexique                |
| Mort d'un père Death of a Father | Somnath Pal | Inde                   |
| Gummy Gas Crisis                 | Rodrigo Diaz | Argentine              |
| Haya Shave Kol Shekel            | Ilona Yudin, Paz Bernstein, Muli Asido, Erika Cumpton, Adam Magrala, Yael Solomonovich, Lara Buyom, Sarai Abergel, Guy Livnat et Noy Friman | Israël                 |
| Heart Rot                        | Tomás Pichardo | République dominicaine |
| Juste marcher Just Walking       | Subien Han | Corée du Sud           |
| Papillons Mariposas              | André Gomez Isaza et Mauricio Leiva | Colombie               |
| Metevze da gogona                | Mamuka Tkeshelashvili | Géorgie                |
| Neputovanja                      | Ana Nedeljkovic et Nikola Majdak | Serbie Slovaquie       |
| Trump Dreams                     | Ruth Lingford | États-Unis Royaume-Uni |
| Un printemps                     | Keyu Chen | Canada                 |
| V. L'Artifice V. El artificio    | Andrea Robles | Mexique                |
| Waldo's Dream                    | Jorge Campusano, Jose Ignacio Navarro et Santiago O'Ryan                                                                                    | Chili                  |
| Xamarim                          | Bálint Kelen | Hongrie                |

#### Jeune public
| Titre                                        | Réalisation                | Pays            |
| -------------------------------------------- | -------------------------- | --------------- |
| Ameise                                       | Julia Ocker                | Allemagne       |
| Brooklyn Breeze                              | Alex Budovsky              | États-Unis      |
| Coucouleurs                                  | Oana Lacroix               | Suisse          |
| Drôle de poisson                             | Krishna Chandran A. Nair   | France Suisse   |
| Hotshu Jit W Zooparke                        | Evgenia Golubeva           | Russie          |
| Link                                         | Robert Lobel               | Allemagne       |
| Promenons-nous                               | Hugo Frassetto             | Belgique France |
| Le Cochon sur la colline The Pig on the Hill | Jamy Wheless et John Helms | États-Unis      |
| The Theory of Sunset                         | Roman Sokolov              | Russie          |
| Vivat musketeers!                            | Anton Dyakov               | Russie          |

### Films de télévision
| Titre                                                                                        | Épisode                                                          | Réalisation                               | Pays             |
| -------------------------------------------------------------------------------------------- | ---------------------------------------------------------------- | ----------------------------------------- | ---------------- |
| Angeli the Killer                                                                            | Délires d'un amour fou Delírios de um amor louco                 | César Cabral                              | Brésil           |
| Athleticus                                                                                   | Trampoline synchronisé / Anneaux en gymnastique artistique       | Nicolas Deveaux                           | France           |
| B The Beginning                                                                              | Épisode 1                                                        | Kazuto Nakazawa                           | Japon            |
| Culte : Lecture sous influence                                                               | 1984                                                             | Aurélie Pollet                            | France           |
| Furiki Wheels                                                                                | Tout mais pas Brenda !                                           | Frédéric Martin                           | France           |
| Han Gusso                                                                                    | Plonk and Play                                                   | Sasapitt Rujirat                          | Thaïlande        |
| Hilda                                                                                        | Midnight Giant                                                   | Andy Coyle                                | Royaume-Uni      |
| Irmão do Jorel                                                                               | Eject Especial                                                   | Juliano Enrico                            | Brésil           |
| Killer Seven                                                                                 | Épisode 2                                                        | Weifeng He                                | Chine            |
| La Orquestita                                                                                | Épisode 1                                                        | Juan Carve                                | Uruguay          |
| Le Quatuor à cornes                                                                          | Le Quatuor à cornes                                              | Benjamin Botella et Arnaud Demuynck       | France Belgique  |
| Les Cahiers d'Esther                                                                         | La Guerre de cent ans                                            | Riad Sattouf et Mathias Varin             | France           |
| Max et Maestro                                                                               | L'Oreille supersonique                                           | Christophe Pinto                          | France Italie    |
| Paprika                                                                                      | The Tidy Up                                                      | Jean Cayrol                               | France           |
| PIG: The Dam Keeper Poems                                                                    | Yellow Flower / Hello Nice to Meet You                           | Erick Oh                                  | États-Unis Japon |
| Piratskaya shkola                                                                            | Esli Nastupit Zavtra                                             | Alexeï Lebedev                            | Russie           |
| La Famille Treflik Rodzina Treflików                                                         | À la recherche du trésor Na Tropie Skarbu                        | Marek Skrobecki                           | Pologne          |
| Roobi va joojeha                                                                             | A Passenger From Space                                           | Babak Nekooei et Behnoud Nekooei          | Iran             |
| La Quête héroïque du valeureux Prince Ivandoe The Heroic Quest of the Valiant Prince Ivandoe | Le Prince et l'Arbre à palabres The Prince and the Pretty Poodle | Christian Boving-Andersen et Eva Wallberg | Danemark         |
| The Highway Rat                                                                              | The Highway Rat                                                  | Jeroen Jaspaert                           | Royaume-Uni      |
| The Robot Chicken Walking Dead Special: Look Who's Walking                                   | The Robot Chicken Walking Dead Special: Look Who's Walking       | Thomas Sheppard                           | États-Unis       |
| Uku-Ukun taikaviidakko                                                                       | Uku-Ukun taikaviidakko                                           | Jaana Wahlforss                           | Finlande         |
| Ours pour un et un pour t'ours We Bare Bears                                                 | L'Art de panda Panda's Art                                       | Daniel Chong                              | États-Unis       |

### Films de commande
| Artiste / Produit / Marque         | Titre                                                         | Réalisation                                                                      | Pays                           |
| ---------------------------------- | ------------------------------------------------------------- | -------------------------------------------------------------------------------- | ------------------------------ |
| A Troca                            | A Troca                                                       | Mateus de Paula Santos                                                           | Brésil                         |
| Assassin's Creed Origins           | From Sand                                                     | Rob Petrie                                                                       | France                         |
| BBC One                            | The Supporting Act                                            | Elliot Dear                                                                      | Royaume-Uni                    |
| Channel 4                          | The Great British Bake Off                                    | Parabella                                                                        | Royaume-Uni                    |
| CNN Colorscope                     | Pink                                                          | Giant Ant                                                                        | Canada Royaume-Uni             |
| Conan O'Brien et The White Stripes | We're Going to Be Friends                                     | Moth Studio                                                                      | Royaume-Uni                    |
| Day One                            | Sunshine                                                      | Guilherme Marcondes                                                              | Brésil États-Unis              |
| Dominique A                        | Toute latitude                                                | Sébastien Laudenbach                                                             | France                         |
| Musée BOZAR                        | Fernand Léger - Le Beau est partout                           | Nicolas Fong                                                                     | Belgique                       |
| Fundacion Secretariado Gitano      | Partir de Cero                                                | Carlos Salgado                                                                   | Espagne                        |
| GEICO                              | He Man :30                                                    | J. J. Sedelmaier                                                                 | États-Unis                     |
| Jay-Z                              | The Story of OJ                                               | Mark Romanek                                                                     | États-Unis                     |
| Johnny's Home                      | Johnny's Home                                                 | Elyse Kelly                                                                      | États-Unis                     |
| KROK 2017                          | Absolute Volga                                                | Jaimeen Desai                                                                    | Inde                           |
| La Grenouillère                    | La Grenouillère                                               | Quart avant poing                                                                | France                         |
| Leica                              | Everything in Black and White                                 | Mateus de Paula Santos                                                           | Brésil                         |
| Machine Translations               | Sola                                                          | Jonathan Nix                                                                     | Australie                      |
| Mark Lotterman                     | Happy                                                         | Alice Saey                                                                       | France Pays-Bas                |
| Moby                               | In this Cold Place                                            | Steve Cutts                                                                      | États-Unis Royaume-Uni         |
| Mr. Jukes                          | Grant Green                                                   | Anna Ginsburg et Parallel Teeth                                                  | Royaume-Uni                    |
| National Geographic Channel        | Icon Spot                                                     | Rituparna Sarkar                                                                 | Inde                           |
| Netflix                            | Orange Is the New Black - Unravelled                          | Špela Čadež                                                                      | Royaume-Uni Singapour Slovénie |
| Red Room Poetry                    | Poetry Object                                                 | Robertino Zambrano                                                               | Australie                      |
| Rone                               | Origami                                                       | Pierre-Emmanuel Lyet, Vladimir Mavounia-Kouka, Dimitri Stankowicz et Thomas Pons | France                         |
| Les Simpson                        | Simpsons Couch Gag - Robot Chicken / Stop Motion              | John Harvatine IV                                                                | États-Unis                     |
| Skills                             | Hermit Crab                                                   | Dadomani Studio                                                                  | Italie                         |
| TED-Ed                             | The Evolution of Animal Genitalia                             | Mette Ilene Holmriis                                                             | Allemagne Danemark États-Unis  |
| AMP 2017                           | How to Make Music for Advertising                             | Orion Tait                                                                       | États-Unis                     |
| Toonami Exquisite Corpse           | Toonami Exquisite Corpse                                      | Simon Wilches                                                                    | États-Unis                     |
| Tricky Women/Tricky Realities 2018 | Tricky Women/Tricky Realities 2018                            | Moïa Jobin-Paré                                                                  | Canada                         |
| UNICEF                             | Stress des examens chez les Syriens Exam Stress, Syrian Style | Raj Yagnik                                                                       | Royaume-Uni Syrie              |

### Films de fin d'études
- "Stranac" u mokjoj glavi de Petra Balekic ( Croatie)
- [O] de Mario Radev et Chiara Sgatti ( Royaume-Uni)
- A Daily Chat de Cheng-hsu Chung ( Royaume-Uni)
- A Love Letter to the One I Made Up de Rachel Gutgarts ( Israël)
- A Table Game de Nicolás Petelski Meson ( Espagne et  Estonie)
- Am I Oright de Yen Liang Chen ( Taïwan)
- Augenblicke de Kiana Naghshineh ( Allemagne)
- Bacchus de Rikke Alma Krogshave Planeta ( Danemark)
- Barbeque de Jenny Jokela ( Royaume-Uni)
- Blind Mice de Nicholas D'Agostino ( États-Unis)
- Bloem? de Jorn Leeuwerink ( Pays-Bas)
- Body World de Kitty Faingold ( Royaume-Uni)
- Contact de Léa Bancelin ( France)
- Creature from the Lake de Renata Antunez, Alexis Bédué, Léa Bresciani, Amandine Canville, Maria Castro Rodriguez, Logan Cluber, Nicolas Grangeaud, Capucine Rahmoun-Swierczynski, Victor Rouxel, Orianne Siccardi et Mallaury Simoes ( France)
- Facing It de Sam Gainsborough ( Royaume-Uni)
- Follower de Jonathan Behr ( Allemagne)
- Fuse de Shadi Adib ( Allemagne)
- Hors Saison de Nicolas Capitaine, Céline Desoutter, Lucas Durkheim et Leni Marotte ( France)
- Hybrids de Florian Brauch, Matthieu Pujol, Kim Tailhades, Yohan Thireau et Romain Thirion ( France)
- Inanimate de Lucia Bulgheroni ( Royaume-Uni)
- Inny de Marta Magnuska ( Pologne)
- Juste avant la fonte d'Ève Tayac ( France)
- Kaiju Shinwa de Yosuke Tani ( Japon)
- Kwadratura Kola de Karolina Specht ( Pologne)
- L'Homme aux oiseaux de Quentin Marcault ( France)
- Le Grand Bain d'Élise Augarten ( France)
- Les Enfants du béton de Jonathan Phanhsay-Chamson ( France)
- Losing Sight of a Longed Place de Tsz Ying Wong, Ka Chun Shek et Chun Long Wong ( Hong Kong)
- Love Me, Fear Me de Veronica Solomon ( Allemagne)
- Még nem de Timea Varga ( Hongrie)
- Microdistrict d'Ivelina Ivanova ( Royaume-Uni et  Bulgarie)
- Ming de Danski Tang ( États-Unis)
- Muteum d'Äggie Pak Yee Lee ( Estonie)
- Na Zdrowie! de Paulina Ziolkowska ( Pologne)
- Nosis de Vincenz Neuhaus ( Allemagne)
- O Jezu! de Betina Bozek ( Pologne)
- O tom co potom de Matous Valchar ( République tchèque)
- Ooze de Kilian Vilim ( Suisse)
- Parfum Fraise d'Alix Arrault, Martin Hurmane, Jules Rigolle et Samuel Klughertz ( France)
- Schnurksel de Léo Becker ( Belgique)
- Shadow de Lei Lei ( Chine)
- Sigh of Sighs de Gim Bo-seong ( Corée du Sud)
- Sister de Siqi Song ( États-Unis et  Chine)
- Stockholm de Victor Chavanne, Thomas Nemery, Morgane Perrin, Camille Roubinowitz et Jean-Baptiste Azière ( France)
- Take Me Please d'Olivér Hegyi ( Hongrie)
- Tango tesknot de Marta Szymanska ( Pologne)
- Travelogue Tel Aviv de Samuel Patthey ( Suisse)
- Vermine de Jérémie Becquer ( Danemark)

## Programmes spéciaux

### VR@ANNECY
| Titre                                            | Réalisation                           | Pays                            |
| ------------------------------------------------ | ------------------------------------- | ------------------------------- |
| Age of Sail                                      | John Kahrs                            | États-Unis                      |
| Arden's Wake: Tide's Fall                        | Eugene Chung                          | États-Unis                      |
| Back to the Moon                                 | Hélène Leroux et François-Xavier Goby | États-Unis, Royaume-Uni         |
| BattleScar                                       | Martin Allais et Nicolas Casavecchia  | France, États-Unis              |
| Crow: The Legend - Chapter 1                     | Eric Darnell                          | États-Unis                      |
| Extravaganza                                     | Ethan Shaftel                         | États-Unis                      |
| Gymnasia                                         | Chris Lavis et Maciek Szczerbowski    | Canada                          |
| Isle of Dogs Behind the Scene in Virtual Reality | Wes Anderson                          | Canada, États-Unis, Royaume-Uni |
| Musée de la symétrie Museum of Symmetry          | Paloma Dawkins                        | Canada                          |
| Piggy                                            | Jan Pinkava et Mark Oftedal           | États-Unis                      |
| Wolves in the Walls                              | Pete Billington                       | États-Unis                      |

### Annecy Classics
| Titre                                                    | Réalisation                                  | Année                     | Pays                      |
| 60 ans de Nukufilm Studio                                | 60 ans de Nukufilm Studio                    | 60 ans de Nukufilm Studio | 60 ans de Nukufilm Studio |
| -------------------------------------------------------- | -------------------------------------------- | ------------------------- | ------------------------- |
| Little Peter's Dream                                     | Elbert Tuganov                               | 1958                      | Estonie                   |
| Hotel E                                                  | Priit Pärn                                   | 1992                      | Estonie                   |
| Rebasenaine                                              | Priit Tender                                 | 2002                      | Estonie                   |
| Kaasasündinud kohustused                                 | Rao Heidmets                                 | 2008                      | Estonie                   |
| Isand                                                    | Riho Unt                                     | 2015                      | Estonie                   |
| Des cowboys et des indiens, le cinéma de Patar et Aubier |                                              |                           |                           |
| Des cowboys et des indiens                               | Fabrice Du Welz                              | 2018                      | Belgique                  |
| Instrumentarium                                          |                                              |                           |                           |
| La Leçon de musique                                      | Segundo de Chomón                            | 1909                      | France                    |
| Maggi: Opéra bœuf                                        | Bernard Lemoine et Henri Colpi               | 1957                      | France                    |
| L'Entrée des gladiateurs                                 | Charles Blanc-Gatti                          | 1939                      | Suisse                    |
| A Colour Box                                             | Len Lye                                      | 1935                      | Royaume-Uni               |
| Une nuit sur le mont chauve                              | Alexandre Alexeïeff et Claire Parker         | 1933                      | France                    |
| Necchi : Machine à coudre : Zig-zag                      | Bernard Lemoine                              | 1960                      | France                    |
| Couleur, son, formes Colour, Sound, Forms                | Jonathan Wilkie                              | 1973                      | États-Unis                |
| Ligne de vie                                             | Peter Kassovitz                              | 1985                      | France                    |
| Eneri                                                    | Hy Hirsh                                     | 1953                      | États-Unis                |
| Scandale : Gaine : Intermezzo                            | Bernard Lemoine                              | 1960                      | France                    |
| L'Idée                                                   | Berthold Bartosch                            | 1931                      | France                    |
| Bambi Meets Godzilla                                     | Marv Newland                                 | 1969                      | Canada                    |
| L'Animation au cinéma des armées                         |                                              |                           |                           |
| Le Sang                                                  | Jacques Rouxel                               | 1982                      | France                    |
| Dessine-moi un marin                                     | Jacques Rouxel                               | 1984                      | France                    |
| La Maîtrise de la qualité                                | René Laloux                                  | 1984                      | France                    |
| Publi-santé                                              | Bruno Gaumétou                               | 1986                      | France                    |
| Quand passent les fumées                                 | José Xavier                                  | 1990                      | France                    |
| Utopia                                                   | Jacques Rouxel                               | 1994                      | France                    |
| Le Prince d'Égypte                                       |                                              |                           |                           |
| Le Prince d'Égypte                                       | Brenda Chapman, Steve Hickner et Simon Wells | 1998                      | États-Unis                |
| Millennium Actress                                       |                                              |                           |                           |
| Millennium Actress                                       | Satoshi Kon                                  | 2001                      | Japon                     |
| Mon voisin Totoro                                        |                                              |                           |                           |
| Mon voisin Totoro Tonari no Totoro                       | Hayao Miyazaki                               | 1988                      | Japon                     |

### Hommage à l'animation brésilienne
| Titre | Réalisation                            | Année               | Pays                |
| Animation au Brésil                                                                                                  | Animation au Brésil                    | Animation au Brésil | Animation au Brésil |
| --- | -------------------------------------- | ------------------- | ------------------- |
| Meow ! | Marcos Magalhaes                       | 1981                | Brésil              |
| El Macho | Ennio Torresan Jr.                     | 1993                | Brésil              |
| Tyger | Guilherme Marcondes                    | 2006                | Brésil              |
| Castillo y el Almado                                                                                                 | Pedro Harres                           | 2014                | Brésil              |
| Caixa | Luciana Eguti et Paulo Muppet          | 2010                | Brésil              |
| Clair-obscur Chiaroscuro                                                                                             | Daniel Drummond                        | 2014                | États-Unis, Brésil  |
| Ed. | Gabriel Garcia                         | 2013                | Brésil              |
| Passo | Alê Abreu                              | 2007                | Brésil              |
| O Projeto do Meu Pai                                                                                                 | Rosaria Moreira                        | 2016                | Brésil              |
| Chemin de géants Caminho dos gigantes                                                                                | Alois Di Leo                           | 2016                | Brésil              |
| Adieu Adeus | Céu D'Ellia                            | 1988                | Brésil              |
| Tempête Tempestade                                                                                                   | Cesar Cabral                           | 2010                | Brésil              |
| Animais | Guilherme Alvernaz                     | 2016                | Brésil              |
| Pieds de poulet en Chine Até a China                                                                                 | Marcelo Marao                          | 2015                | Brésil              |
| Far West: An Authentic Western                                                                                       | Wesley Rodrigues                       | 2013                | Brésil              |
| Sob o Véu da Vida Oceânica                                                                                           | Meirelles Quico                        | 2017                | Brésil              |
| Plantae | Guilherme Gehr                         | 2017                | Brésil              |
| Almas em chamas | Arnaldo Galvão                         | 2000                | Brésil              |
| Quand les chauves-souris ne parlent plus Quando os morcegos se calam                                                 | Fabio Lignini                          | 1986                | Brésil              |
| Quinto Andar | Marco Nick                             | 2012                | Brésil              |
| Johan | Washington Rayk                        | 2015                | Brésil              |
| Linear | Amir Admoni                            | 2012                | Brésil              |
| Lettres Cartas | David Mussel                           | 2016                | Brésil              |
| Quando os dias eram eternos                                                                                          | Marcus Vasconcelos                     | 2016                | Brésil              |
| L.E.R. | Joao Angelini                          | 2009                | Brésil              |
| Flea & Fly | Fernando Miller                        | 2011                | Brésil              |
| Guida | Rosana Urbes                           | 2014                | Brésil              |
| Luz, anima, ação |                                        |                     |                     |
| Luz, anima, ação | Eduardo Calvet                         | 2013                | Brésil              |
| Séries TV brésiliennes                                                                                               |                                        |                     |                     |
| Historietas assombradas (para crianças maleriadas) - Unicórnias Princesas                                            | Victor-Hugo Borges                     | 2005                | Brésil              |
| O Surreal Mundo de Any Malu                                                                                          | Fernado Mendonça                       | 2016                | Brésil              |
| Oswaldo - Ação & Games                                                                                               | Pedro Eboli et Antônio Linhares        | 2017                | Brésil              |
| O Show da Luna! | Celia Catunda Serra et Kiko Mistrorigo | 2017                | Brésil              |
| Les Aventures de Fujiwara Manchester - Poésie en mouvement As aventuras de Fujiwara Manchester - Poesia em movimento | Alê Camargo et Camila Carrossine       | 2015                | Brésil              |
| Mônica Toy - Dança dos toys                                                                                          | Mauricio de Sousa                      | 2017                | Brésil              |
| Meu AmigãoZão - 2a temporada                                                                                         | Andrés Lieban                          | 2017                | Brésil              |
| Vivi Viravento | Alê Abreu                              | 2009                | Brésil              |
| Howdy Harrdy | Henrique Padovan Lira                  | 2015                | États-Unis, Brésil  |
| Osmar, a primeira fatia de pao-de-forma                                                                              | Ale Mchaddo                            | 2008                | Brésil              |
| Sinfonia Amazônica                                                                                                   |                                        |                     |                     |
| Sinfonia Amazônica                                                                                                   | Anielo Latini                          | 1952                | Brésil              |

### Musique et cinéma d'animation
| Titre                                           | Réalisation                                             | Année                  | Pays                       |
| Ciné-concert Pachamama                          | Ciné-concert Pachamama                                  | Ciné-concert Pachamama | Ciné-concert Pachamama     |
| ----------------------------------------------- | ------------------------------------------------------- | ---------------------- | -------------------------- |
| Pachamama                                       | Juan Antin                                              | 2018                   | Argentine                  |
| Ciné-concert Octuor de France                   |                                                         |                        |                            |
| Classique                                       |                                                         |                        |                            |
| Jeu                                             | Georges Schwizgebel                                     | 2006                   | Canada, Suisse             |
| Impromptu                                       | Maria Lorenzo Hernandez                                 | 2017                   | Espagne                    |
| "Parade" de Satie                               | Koji Yamamura                                           | 2016                   | Japon                      |
| Le Moine et le Poisson                          | Michael Dudok de Wit                                    | 1994                   | France                     |
| Sphères Spheres                                 | Norman McLaren                                          | 1969                   | Canada                     |
| Le Carnaval des animaux Carnival of Animals     | Michaela Pavlatova                                      | 2006                   | République tchèque         |
| Satiemania                                      | Zdenko Gasparovic                                       | 1978                   | Croatie                    |
| Bydlo                                           | Patrick Bouchard                                        | 2012                   | Canada                     |
| De Visu                                         |                                                         |                        |                            |
| Virtuos Virtuell                                | Thomas Stellmach et Maja Oschmann                       | 2013                   | Allemagne                  |
| Feuerhaus                                       | Bärbel Neubauer                                         | 1998                   | Allemagne                  |
| Recordare                                       | Leonardo Carrano et Alessandro Pierattini               | 2009                   | Italie                     |
| Bru Ha Ha !                                     | Steven Woloshen                                         | 2002                   | Canada                     |
| Electronic Performers                           | Arnaud Ganzerli, Laurent Bourdoiseau et Jérôme Blanquet | 2003                   | France                     |
| Angeli                                          | Lejf Marcussen                                          | 2002                   | Danemark                   |
| Fugue                                           | Georges Schwizgebel                                     | 1998                   | Suisse                     |
| Bildfenster / Fensterbilder                     | Bert Gottschalk                                         | 2007                   | Allemagne                  |
| Zounk!                                          | Billy Roisz                                             | 2012                   | Autriche                   |
| Tower Bawher                                    | Theodore Ushev                                          | 2005                   | Canada                     |
| Opéra                                           |                                                         |                        |                            |
| Una furtiva lagrima                             | Carlo Vogele                                            | 2011                   | Luxembourg                 |
| The Tale of How                                 | The Blackheart Gang                                     | 2006                   | Afrique du Sud             |
| Aria                                            | Pjotr Sapegin                                           | 2001                   | Norvège                    |
| Quel opéra, docteur ? What's Opera, Doc?        | Chuck Jones                                             | 1957                   | États-Unis                 |
| Carmen de Stromae                               | Sylvain Chomet                                          | 2015                   | Royaume-Uni                |
| La Pie voleuse La gazza ladra                   | Giulio Gianini et Emanuele Luzzati                      | 1964                   | Italie                     |
| Opera Vox - Rigoletto                           | Barry J. C. Purves                                      | 1993                   | Royaume-Uni                |
| La Course à l'abîme                             | Georges Schwizgebel                                     | 1992                   | Suisse                     |
| Pop Rock                                        |                                                         |                        |                            |
| The Velvet Underground Played at My High School | Robert Pietri et Anthony Jannelli                       | 2017                   | États-Unis                 |
| Tout écartillé                                  | André Leduc                                             | 1971                   | Canada                     |
| J'ai encore rêvé d'elle de Il était une fois    | Geoffroy Barbet Massin                                  | 2009                   | France                     |
| Easy Way Out de Gotye                           | Darcy Prendergast                                       | 2012                   | Australie                  |
| Millhaven                                       | Bartek Kulas                                            | 2010                   | Pologne                    |
| There There de Radiohead                        | Chris Hopewell                                          | 2003                   | Royaume-Uni                |
| Autour du lac                                   | Carl Roosens et Noémie Marsily                          | 2013                   | Belgique                   |
| Take Me Out de Franz Ferdinand                  | Jonas Odell                                             | 2003                   | Royaume-Uni                |
| Dehors novembre                                 | Patrick Bouchard                                        | 2005                   | Canada                     |
| Walkie Talkie Man de Steriogram                 | Michel Gondry                                           | 2003                   | France                     |
| Are You Lost In The World Like Me? de Moby      | Steve Cutts                                             | 2016                   | États-Unis, Royaume-Uni    |
| Invasion                                        | Hugo Ramirez et Olivier Patté                           | 2014                   | France                     |
| Mutual Core de Björk                            | Andrew Huang                                            | 2012                   | Islande                    |
| Tetralogie de Rosto                             |                                                         |                        |                            |
| No Place Like Home                              | Rosto                                                   | 2008                   | Pays-Bas                   |
| Lonely Bones                                    | Rosto                                                   | 2013                   | Pays-Bas                   |
| Splintertime                                    | Rosto                                                   | 2014                   | Pays-Bas, France, Belgique |
| Reruns                                          | Rosto                                                   | 2018                   | Pays-Bas, France, Belgique |
| Everything's Different, Nothing has Changed     | Joao MB Costa et Rob Gradisen                           | 2017                   | Pays-Bas, France           |

### Midnight Specials
| Titre | Réalisation                                                             | Année                                               | Pays                                                |
| Spike & Mike Sick and Twisted Festival of Animation                                                         | Spike & Mike Sick and Twisted Festival of Animation                     | Spike & Mike Sick and Twisted Festival of Animation | Spike & Mike Sick and Twisted Festival of Animation |
| --- | ----------------------------------------------------------------------- | --------------------------------------------------- | --------------------------------------------------- |
| Happy Tree Friends                                                                                          | Kenn Navarro                                                            | 2001                                                | États-Unis                                          |
| Ville des pirates A Cidade dos Piratas                                                                      | Otto Guerra                                                             | 2018                                                | Brésil                                              |
| Meet Buck                                                                                                   | Denis Bouyer, Yann De Preval, Vincent E. Sousa et Bruno Ortolland       | 2010                                                | France                                              |
| Bloody Date                                                                                                 | Takena Nagao                                                            | 2010                                                | Japon                                               |
| The Bookworm                                                                                                | Richard Wiley                                                           | 2016                                                | États-Unis                                          |
| Slurp | Pedro Pillot, Juan Pablo de la Rosa Zalamea, Chloé Plat et Paul Autric  | 2017                                                | France                                              |
| Grandma's Hero                                                                                              | Corentin Monnier et Ben Ozeri                                           | 2016                                                | Danemark                                            |
| Fresh Guacamole                                                                                             | Adam Pesapane                                                           | 2012                                                | États-Unis                                          |
| Daisy | Rohitash Rao                                                            | 2010                                                | États-Unis                                          |
| Puppet | Patrick Smith                                                           | 2006                                                | États-Unis                                          |
| Maakies: Dinky the Crow Gets a Job                                                                          | Tony Millionaire                                                        | 2009                                                | États-Unis                                          |
| Graveyard Jamboree with Mysterious Mose                                                                     | Mark Caballero et Seamus Walsh                                          | 1999                                                | États-Unis                                          |
| Capitaine Génial : Le Grondement dans la jungle urbaine Captaine Awesome: The Rumble in the Concrete Jungle | Ercan Bozdogan et Mikkel Aabenhuus Sørensen                             | 2011                                                | Danemark                                            |
| Red Shirt Landing Party                                                                                     | Rich Moyer                                                              | 2013                                                | États-Unis                                          |
| Princess Puppy Sunshine                                                                                     | Mighty Fudge                                                            | -                                                   | États-Unis                                          |
| Ed | Neyestani Taha                                                          | 2015                                                | Canada                                              |
| cthupid | Giovanni Braggio                                                        | 2016                                                | Italie                                              |
| Regarder par terre toute sa vie Life Smartphone                                                             | Xie Chenglin                                                            | 2015                                                | Chine                                               |
| Big, Fat, Dumb, Stupid Baby                                                                                 | Davis Donar                                                             | 1995                                                | Canada                                              |
| Negative Space                                                                                              | Max Porter et Ru Kuwahata                                               | 2017                                                | France                                              |
| Captif Cooped                                                                                               | Mike A. Smith                                                           | 2014                                                | États-Unis                                          |
| Cop Dog | Bill Plympton                                                           | 2017                                                | États-Unis                                          |
| Quiet Log Time                                                                                              | Breehn John Burns                                                       | 2005                                                | États-Unis                                          |
| WTF 2018 |                                                                         |                                                     |                                                     |
| Just Passing with Dr. Zussman                                                                               | Yannay Matarasso et Anat Efrati                                         | 2017                                                | Israël                                              |
| Kosmiczne Trio                                                                                              | Katarzyna Miechowicz                                                    | 2018                                                | Pologne                                             |
| Moonday | Rianne Stremmelaar                                                      | 2018                                                | Pays-Bas                                            |
| Space Butthole                                                                                              | David Chai                                                              | 2017                                                | États-Unis                                          |
| Face Value                                                                                                  | John Morena                                                             | 2017                                                | États-Unis                                          |
| Le Bien Chasser - L'Histoire sans freins                                                                    | Boris Belghiti, Maxime Paccalet, Pierre Razetto et Dimitri Cohen-Tanugi | 2017                                                | France                                              |
| More | Ben Meinhardt                                                           | 2017                                                | Canada                                              |
| Coyote | Lorenz Wunderle                                                         | 2017                                                | Suisse                                              |
| SeepeopleS - New American Dream                                                                             | Pete List                                                               | 2017                                                | États-Unis                                          |
| Evolution                                                                                                   | Rafael Triana                                                           | 2017                                                | France, Cuba                                        |
| Monsieur Flap - Le Travail                                                                                  | Brice Chevillard et Nicolas Athané                                      | 2017                                                | France                                              |
| Love, Dating & Relationships - Having Sex on the First Date                                                 | Joost Lieuwma                                                           | 2017                                                | Pays-Bas                                            |
| Oh & Yeah                                                                                                   | Wen Yu Li                                                               | 2017                                                | Chine                                               |
| The Joys of Fatherhood                                                                                      | Or Kan Tor                                                              | 2018                                                | Israël                                              |
| Chai | Peter Tomadze                                                           | 2018                                                | Géorgie                                             |
| Love, Dating & Relationships - Whack-A-Mole                                                                 | Joost Lieuwma                                                           | 2017                                                | Pays-Bas                                            |
| Elvis & Dimmi                                                                                               | Ivan Dixon et Paul Robertson                                            | 2018                                                | Australie                                           |
| Sweet Family                                                                                                | Kwon Tae-i                                                              | 2018                                                | Corée du Sud                                        |
| Ghost in the Boobs                                                                                          | Tommy Robin                                                             | 2017                                                | Royaume-Uni                                         |
| Little Donnie (La Terreur) Little Donnie (The Ten Inch Terror)                                              | Chel White                                                              | 2017                                                | États-Unis                                          |
| Paris de MoE                                                                                                | Billy Roisz                                                             | 2017                                                | Autriche                                            |

### Le Grand Sommeil
| Titre                                       | Réalisation    | Année | Pays       |
| ------------------------------------------- | -------------- | ----- | ---------- |
| Six and Seven-Eighths                       | Norman McLaren | 1961  | Canada     |
| Canon                                       | Norman McLaren | 1964  | Canada     |
| Improving Communications                    | Fred Crippen   | 2004  | États-Unis |
| Goshu le violoncelliste Cello hiki no Goshu | Isao Takahata  | 1981  | Japon      |

## Palmarès

### Courts métrages
| Prix                                        | Attribué à                                                     | Pays                   |
| ------------------------------------------- | -------------------------------------------------------------- | ---------------------- |
| Cristal d'Annecy                            | Bloeistraat 11 de Nienke Deutz                                 | Belgique et Pays-Bas   |
| Prix du jury                                | Weekends de Trevor Jimenez                                     | États-Unis             |
| Prix Jean-Luc Xiberras de la première œuvre | Egg de Martina Scarpelli                                       | France et Danemark     |
| Prix Sacem de la musique originale          | Cadavre exquis de Stéphanie Lansaque et François Leroy         | France                 |
| Prix du jury junior                         | La Mort, père et fils de Denis Walgenwitz et Winshluss         | France                 |
| Prix Jeune public                           | Vivat musketeers! d'Anton Dyakov                               | Russie                 |
| Mention du jury                             | Cyclistes (Biciklisti) de Veljko Popovic                       | Croatie et France      |
| Prix du public                              | Weekends de Trevor Jimenez                                     | États-Unis             |
| Prix du film Off-Limits                     | Garoto transcodificado a partir de fosfeno de Rodrigo Faustini | Brésil                 |
| Prix du film Off-Limits                     | Le Déterrement de nous (An Excavation of Us) de Shirley Bruno  | France, Grèce et Haïti |

### Longs métrages
| Prix                    | Attribué à                                                           | Pays                                     |
| ----------------------- | -------------------------------------------------------------------- | ---------------------------------------- |
| Cristal du long métrage | Funan de Denis Do                                                    | Belgique, Cambodge, France et Luxembourg |
| Prix du jury            | Parvana, une enfance en Afghanistan (The Breadwinner) de Nora Twomey | Canada, Irlande, et Luxembourg           |
| Prix du public          | Parvana, une enfance en Afghanistan (The Breadwinner) de Nora Twomey | Canada, Irlande, et Luxembourg           |
| Mention du jury         | La casa lobo de Cristóbal León et Joaquín Cociña                     | Chili                                    |

### Films de télévision et de commande
| Prix                                  | Attribué à                                                                                    | Pays                |
| ------------------------------------- | --------------------------------------------------------------------------------------------- | ------------------- |
| Cristal pour une production TV        | Pig: The Dam Keeper Poems - Yellow Flower et Hello Nice to Meet You de Erick Oh               | États-Unis et Japon |
| Cristal pour un film de commande      | Leica - Everything in Black and White de Mateus de Paula Santos                               | Brésil              |
| Prix du jury pour une série TV        | Ours pour un et un pour t'ours - L'Art de Panda (We Bare Bears - Panda's Art) de Daniel Chong | États-Unis          |
| Prix du jury pour un spécial TV       | The Robot Chicken Walking Dead Special: Look Who's Walking de Thomas Sheppard                 | États-Unis          |
| Prix du jury pour un film de commande | Mark Lotterman - Happy d'Alice Saey                                                           | France et Pays-Bas  |

### Films de fin d'études
| Prix                            | Attribué à                                                                                 | Pays        |
| ------------------------------- | ------------------------------------------------------------------------------------------ | ----------- |
| Cristal du film de fin d'études | Barbeque de Jenny Jokela                                                                   | Royaume-Uni |
| Prix du jury                    | Inanimate de Lucia Bulgheroni                                                              | Royaume-Uni |
| Mention du jury                 | Hybrids' de Florian Brauch, Matthieu Pujol, Kim Tailhades, Yohan Thireau et Romain Thirion | France      |

### Autres prix
| Prix                                                            | Attribué à                                                                       | Pays                         |
| --------------------------------------------------------------- | -------------------------------------------------------------------------------- | ---------------------------- |
| Prix Fipresci                                                   | La Chute de Boris Labbé                                                          | France                       |
| Prix Canal+ aide à la création                                  | Bonheur (Happiness) de Steve Cutts                                               | Royaume-Uni                  |
| Prix André Martin pour un court métrage français                | Ce magnifique gâteau ! de Marc James Roels et Emma de Swaef                      | Belgique, France et Pays-Bas |
| Prix André Martin pour un long métrage français                 | Le Grand Méchant Renard et autres contes... de Benjamin Renner et Patrick Imbert | France                       |
| Prix Aide Fondation Gan à la diffusion pour un Work in Progress | Les Hirondelles de Kaboul d'Éléa Gobbé-Mévellec et Zabou Breitman                | France, Luxembourg et Suisse |
| Prix Festivals Connexion                                        | Bloeistraat 11 de Nienke Deutz                                                   | Belgique et Pays-Bas         |
| Prix de la Ville d'Annecy                                       | Papillons (Mariposas) d'Andrés Gomez Isaza et Mauricio Leiva Cock                | Colombie                     |